# برزیا
برزیا (به فرانسوی: Béréziat) یک کمون در فرانسه است که در canton of Montrevel-en-Bresse واقع شده‌است.

## خصوصیات
برزیا ۱۰٫۸۳ کیلومترمربع مساحت و ۳۸۸ نفر جمعیت دارد.